# ЛАЗ-4202
ЛАЗ-4202 — советский и украинский городской автобус среднего класса семейства автобусов ЛАЗ.

## История
Разработка перспективного городского автобуса средней вместимости призванного заменить морально устаревшие машины модели 695 началась в первой половине 1960-х годов. Прежде всего была поставлена задача по созданию принципиально нового кузова с широкими дверями. Опытные образцы автобуса средней (ЛАЗ-698) и большой вместимости (ЛАЗ-696) были построены в 1966 году. Однако по ряду причин в серийное производство запущены не были. От "большой" модели 696 впоследствии и вовсе отказались. Модель 698 подвергли доработкам.
В 1970-е годы, после прекращения работ по созданию автобуса ЛАЗ-698 с бензиновым двигателем ЗИЛ-375, ГСКБ по городским автобусам средней и большой вместимости (с 1975 года — Всесоюзный конструкторско-экспериментальный институт автобусостроения) начал работы по созданию нового автобуса с дизельным двигателем КамАЗ-7401. Автобус изначально разрабатывался как часть нового унифицированного семейства автобусов (в состав которого входили средний городской автобус ЛАЗ-4202, пригородный автобус ЛАЗ-42021, большие городские автобусы ЛиАЗ-5256 и ЛиАЗ-5256М и туристские ЛАЗ-5255).
Новый перспективный автобус некоторым образом сохранил кузов прежней опытной модели 698 начала 70-х, однако, поскольку его двигатель размещался сзади, для большего удобства была перепроектирована компоновка салона. Дверей в салон по-прежнему было две, но теперь вторая находилась не в заднем свесе, а в базе, почти по середине кузова перед задней осью, как у многих городских европейских автобусов.
В 1976—1978 годы силами экспериментального цеха было изготовлено несколько предсерийных образцов автобуса, которые прошли государственные испытания. В 1978 году 25-местный ЛАЗ-4202 был рекомендован к производству как базовая модель автобуса среднего класса для городских перевозок на период до 1990 года.
Официально выпуск автобуса начался с ноября 1978 года. Однако из-за задержек по поставкам комплектующих, в том году удалось собрать лишь 2 образца, в следующем 11 экземпляров, а в 1980-м году 15 экземпляров. После чего выпуск автобуса был временно приостановлен до 1982 года Львовским центром метрологии и стандартизации из-за необеспеченности автобусов этой модели удлинителями вентилей подкачки внутренних колес задней оси.
Несколько первых ЛАЗ-4202 проходили опытную эксплуатацию в 5-м автобусном парке Москвы.
Опыт эксплуатации первых автобусов в автопарках страны к началу 1981 года выявил недочёты конструкции: малую надёжность новой трёхскоростной гидромеханической коробки передач ГМ-3-80 и повышенный расход топлива двигателем в зимнее время в условиях городского движения. Базовый двигатель КамАЗ-740 не вполне подходил для эксплуатации в городских условиях, и с 1981 года на автобусы начали ставить дефорсированные двигатели КамАЗ-740. Кроме того, было рекомендовано направлять дизельные ЛАЗ-4202 в автопарки, технический персонал и водители которых уже знакомы с особенностями эксплуатации дизельных автобусов «Икарус». Отдельно подчёркивалась недопустимость замены рекомендованного для смазки гидромеханической коробки передач специального всесезонного масла марки «А»  ТУ 38 101179-11 никакими другими маслами.
В 1982 году Львовский автозавод возобновил серийное производство городского автобуса ЛАЗ-4202 с новой трёхступенчатой коробкой передач.
В процессе эксплуатации была выявлена недостаточная прочность конструкции несущего кузова — он быстро расшатывался, и срок службы первых ЛАЗ-4202 составлял примерно три года.
В 1984 году на выставке «Автопром-84» завод представил новую модификацию ЛАЗ-4202 — пригородный 35-местный автобус ЛАЗ-42021. Ресурс ЛАЗ-42021 был увеличен до 900 тысяч километров (для нового автобуса ресурс до первого капитального ремонта составлял 500 тыс. км, проведение ремонта обеспечивало межремонтный ресурс ещё на 400 тыс. км).
В том же в 1984 году была выпущена опытно-промышленная партия автобусов ЛАЗ-42021, которые вскоре должны были сменить модель 4202 на конвейере ЛАЗа. При этом производство ЛАЗ-4202 держалось до октября 1985 года, пока он не был окончательно заменен на модель 42021. Всего было построено 1 542 единицы модели 4202.
До апреля 1984 на автобусы устанавливали жидкостный топливный подогреватель «Сирокко» производства ГДР (в дальнейшем, начали устанавливать подогреватель модели 148106), с июля 1984 года на автобусы прекратили устанавливать отдельный топливный бак для системы отопления (источником топлива для которой стал основной топливный бак).
В 1985 году специалистами НАМИ и Львовского автозавода были изготовлены два ЛАЗ-4202, работающих на сжатом природном газе и дизельном топливе — на них была установлена газовая аппаратура производства Рязанского завода автомобильной аппаратуры от ЛАЗ-695НГ.
С 1991 года вместо генератора модели Г289 на ЛАЗ-42021 начали устанавливать генераторы модели 65.3701.
В середине 1991 года ВКЭИ автобусостроения предложил начать на Львовском автозаводе производство ЛАЗ-4206 на замену ЛАЗ-695Н и ЛАЗ-42021.
После пожара на заводе двигателей КамАЗа (14 апреля 1993 года) все модификации ЛАЗ-42021 были сняты с производства (хотя Кабинет министров Украины в январе 1994 года рассматривал возможность продолжения производства городских автобусов ЛАЗ-42021 для обеспечения потребностей министерства транспорта Украины).
Еще несколько лет, до 1995 года включительно, автобус под наименованием «42021» продолжали выпускать небольшими партиями на Конотопском авиаремонтном заводе.

## Описание
ЛАЗ-4202 получил 180-сильный дизельный двигатель  КамАЗ-7401, генератор Г289 мощностью 2,2 кВт, четыре аккумуляторные батареи 6СТ-90ЭМС и электрооборудование на напряжение 24 В, что снизило степень унификации изделий электрооборудования ЛАЗ-4202 с остальными автобусами советского производства до 57 % — взаимозаменяемыми являлись только 70 из 165 изделий электрооборудования и приборов (в то время как у ЛАЗ-695Н степень унификации составляла 95 %). При создании ЛАЗ-4202 применялись новые технические решения (в частности, автоматическая коробка передач и гидроусилитель руля) и прогрессивные материалы (шумопоглощающий материал типа «Антифон»; самоклеящийся теплоизоляционный материал, разработанный НПО «Ячейка»; новые клеи и др.).
Передняя ось в сборе с тормозами и рулевой трапецией была унифицирована с автобусом ЛиАЗ-677, рулевой механизм с гидроусилителем был унифицирован с «Урал-375».
Сиденье водителя было разработано специалистами Камского автозавода.
Цельнометаллический кузов вагонной компоновки имел основание в виде каркаса из крупногабаритных замкнутых профилей ПС-232 и ПС-233, соединённых электродуговой сваркой. Ввиду бо́льших размеров двигателя традиционная компоновка городского автобуса изменилась — четырёхстворчатые двери ЛАЗ-4202 были расположены не в свесах, а в переднем свесе и в базе.
Пол автобуса был изготовлен из бакелизированной фанеры толщиной 12 мм, между которой и стальным каркасом кузова снизу был проложен шумопоглощающий слой листовой резины толщиной 1,5 мм, сверху пол был закрыт листовым рифлёным линолеумом из поливинилхлорида толщиной 6 мм.
Для повышения плавности хода автобус был оснащён рессорно-пневматической подвеской с телескопическим амортизатором и тремя регуляторами положения кузова. Запас хода автобуса по автодорогам с твёрдым покрытием составлял 600 км.
ЛАЗ-4202 оборудован жидкостной системой отопления, обеспечивающей возможность эксплуатации автобуса при температурах от −40 до +40 °C.

## Варианты и модификации
- ЛАЗ-4202 — базовый вариант, 25-местный городской автобус[6][17]
- ЛАЗ-42021 — пригородный 35-местный автобус[8]
- ЛАЗ-42022
- ЛАЗ-42026
- ЛАЗ-4204 — стандартизованный вариант 25-местного городского автобуса с изменённой системой отопления, одной пассажирской дверью и некоторыми другими изменениями конструкции[14]
- ЛАЗ-420211 и ЛАЗ-420212 — междугородные автобусы на базе ЛАЗ-42021, выпускавшиеся в начале 1990-х годов на Конотопском авиаремонтном заводе. У этих версий обе автоматические двери были заменены ручными. По этой причине дверные проёмы стали уже, а между дверями располагалось не два, как у стандартных ЛАЗ-42021, а три окна[20]
- ЛАЗ-420217 — самоходное шасси[17]
- ЛАЗ-4969 — передвижная столовая на базе ЛАЗ-4202[17]

Дальнейшим развитием конструкции ЛАЗ-4202 стали модели ЛАЗ-4206 и ЛАЗ-4207.

## Оценка проекта
ЛАЗ-4202, 42021 и их модификации были, безусловно, большим шагом вперед в советском автобусостроении. В частности, по сравнению с предыдущей моделью ЛАЗ-695, новые автобусы имели куда более просторный салон с большей вместимостью, широкие двери, дизельный двигатель, фактически, впервые за последние почти два десятилетия (с момента снятия с производства автобуса ЗиС-127 в 1961 году).
Вместе с тем автобус создавался долго и запускался в серию с трудностями. Официально принято считать что произошло это в 1978 году, но на самом деле, фактически, создать ритмичный выпуск и побороть все "болезни" машины удалось лишь в 1985 году.

## В игровой и сувенирной индустрии
Масштабные модели ЛАЗа-4202 всех модификаций в СССР и России не выпускались. Лишь 3 августа 2020 года вышел выпуск журнала № 12 «Наши автобусы» от фирмы Modimio — ЛАЗ-4202 «Хронический неудачник», который, помимо журнала и модели, содержит в себе красочную наклейку с изображением автобуса. Модель высокого качества, сделана из металла и пластика, оранжевого цвета.
Производитель «Советский Автобус» (СовА) так же выпускает модель ЛАЗ-4202 в масштабе 1:43, белую с синими полосами.